# Hardinghen
Hardinghen est une commune française située dans le département du Pas-de-Calais en région Hauts-de-France. Ses habitants sont appelés les Hardinghinois.
La commune fait partie de la communauté de communes Pays d'Opale qui regroupe 23 communes et compte 25 186 habitants en 2021.
Le territoire de la commune est situé dans le parc naturel régional des Caps et Marais d'Opale.

## Géographie

### Localisation
Localisée dans le nord-ouest du département du Pas-de-Calais, Hardinghen est une commune de la vallée de la Slack située, à vol d'oiseau, à 8 km à l'est de la commune de Marquise, à 15 km au nord-est de la commune de Boulogne-sur-Mer (aire d'attraction) et à 17 km au sud de la commune de Calais (chef-lieu d'arrondissement).
Le territoire de la commune est limitrophe de ceux de cinq communes.
Les communes limitrophes sont Fiennes, Rety, Alembon, Boursin et Hermelinghen.

### Géologie et relief
La superficie de la commune est de 8,24 km2 ; son altitude varie de 48  à   176 mètres.

### Hydrographie
Le territoire de la commune est situé dans le bassin Artois-Picardie.
La commune est drainée par sept cours d'eau :
- le fleuve côtier, la Slack, qui se jette dans la Manche au sud d'Ambleteuse. La Slack est un cours d'eau naturel de 21,78 km, qui prend sa source dans la commune d'Hermelinghen[4] ;

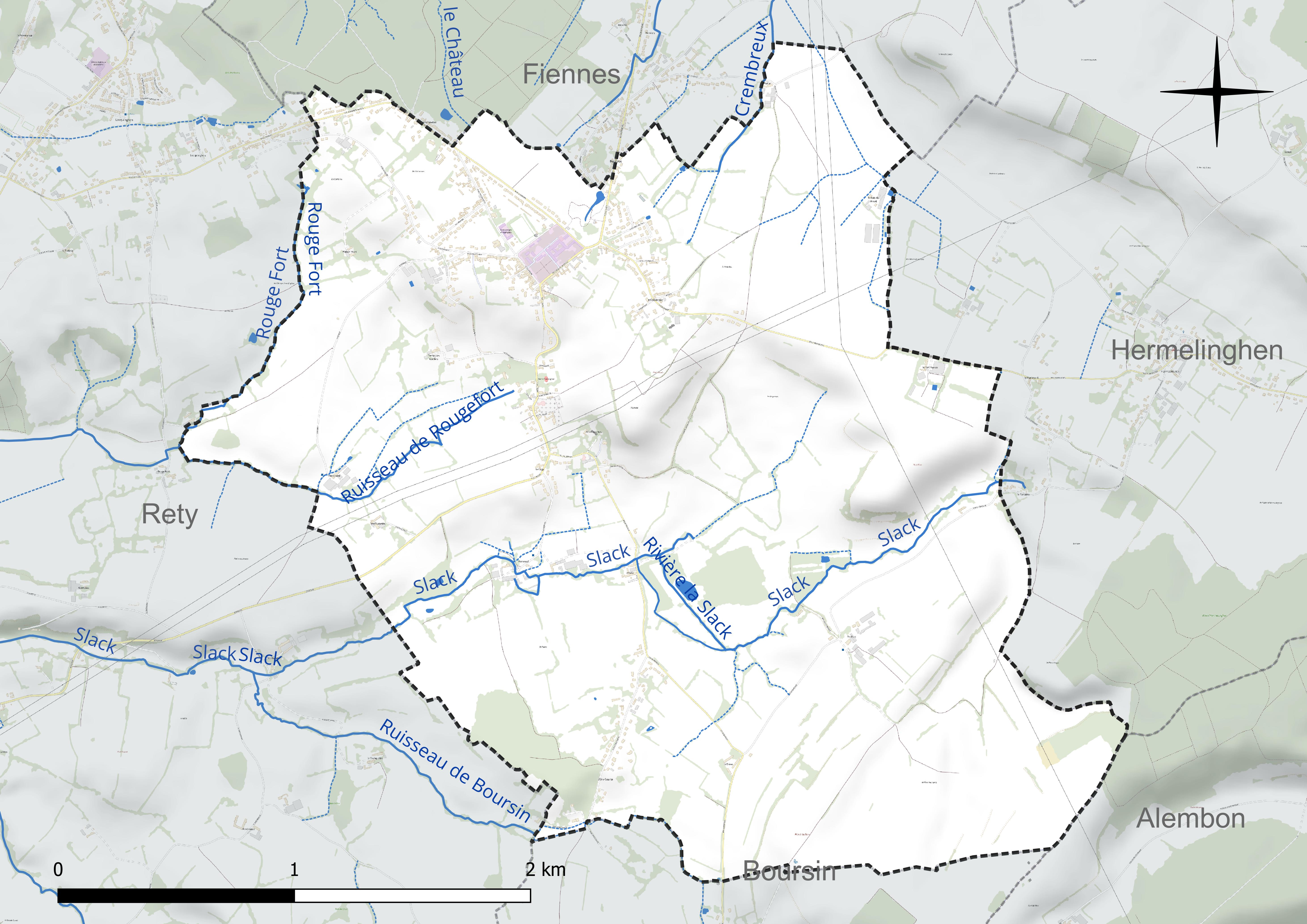
Réseau hydrographique d'Hardinghen.

- le Crembreux, rivière d'une longueur de 13,32 km, qui prend sa source dans la commune et se jette dans la Slack au niveau de la commune de Marquise[5] ;
- le ruisseau de Rougefort, d'une longueur de 3,57 km, qui prend sa source dans la commune et se jette dans la Slack au niveau de la commune de Rety[6] ;
- le ruisseau de Boursin, d'une longueur de 3 km, qui prend sa source dans la commune de Boursin et se jette dans la Slack au niveau de la commune de Rety[7] ;
- le Pire Aller, d'une longueur de 1,93 km, qui prend sa source dans la commune et se jette dans le Crembreux au niveau de la commune de Fiennes[8] ;
- le Château, d'une longueur de 1,63 km, qui prend sa source dans la commune et se jette dans le Crembreux au niveau de la commune de Fiennes[9].
- le Rouge Fort, d'une longueur de 1,28 km, qui prend sa source dans la commune de Réty et termine sa course au niveau de la commune de Rety[10].

### Climat
Pour des articles plus généraux, voir Climat des Hauts-de-France et Climat du Pas-de-Calais.
En 2010, le climat de la commune est de type climat océanique franc, selon une étude du CNRS s'appuyant sur une série de données couvrant la période 1971-2000. En 2020, Météo-France publie une typologie des climats de la France métropolitaine dans laquelle la commune est exposée à un climat océanique et est dans la région climatique Côtes de la Manche orientale, caractérisée par un faible ensoleillement (1 550 h/an) ; forte humidité de l’air (plus de 20 h/jour avec humidité relative > 80 % en hiver), vents forts fréquents.
Pour la période 1971-2000, la température annuelle moyenne est de 10,2 °C, avec une amplitude thermique annuelle de 12,9 °C. Le cumul annuel moyen de précipitations est de 873 mm, avec 12,9 jours de précipitations en janvier et 8,5 jours en juillet. Pour la période 1991-2020, la température moyenne annuelle observée sur la station météorologique la plus proche, située sur la commune de Licques à 8 km à vol d'oiseau, est de 10,5 °C et le cumul annuel moyen de précipitations est de 1 138,1 mm,. Pour l'avenir, les paramètres climatiques de la commune estimés pour 2050 selon différents scénarios d'émission de gaz à effet de serre sont consultables sur un site dédié publié par Météo-France en novembre 2022.

### Paysages
Pour un article plus général, voir Paysage en France.
La commune s'inscrit dans le « paysage boulonnais » tel que défini dans l’atlas des paysages de la région Nord-Pas-de-Calais, conçu par la direction régionale de l'Environnement, de l'Aménagement et du Logement (DREAL),.
Ce paysage qui concerne 66 communes, se délimite : au Nord, par les paysages des coteaux calaisiens et du Pays de Licques, à l’Est, par le paysage du Haut pays d’Artois, et au Sud, par les paysages Montreuillois.
Le « paysage boulonnais », constitué d'une boutonnière bordée d’une cuesta définissant un pays d’enclosure, est essentiellement un paysage bocager composé de 47 % de son sol en herbe ou en forêt et de 31 % en herbage, avec, dans le sud et l’est, trois grandes forêts, celle de Boulogne, d’Hardelot et de Desvres et, au nord, le bassin de carrière avec l'extraction de la pierre de Marquise depuis le Moyen Âge et de la pierre marbrière dont l'extraction s'est développée au XIXe siècle.
La boutonnière est formée de trois ensembles écopaysagers : le plateau calcaire d’Artois qui forme le haut Boulonnais, la boutonnière qui forme la cuvette du bas Boulonnais et la cuesta formée d’escarpements calcaires.
Dans ce paysage, on distingue trois entités : 
- les vastes champs ouverts du Haut Boulonnais ;
- le bocage humide dans le Bas Boulonnais ;
- la couronne de la cuesta avec son dénivelé important et son caractère boisé[18].

### Milieux naturels et biodiversité

#### Espace protégé et géré
La protection réglementaire est le mode d’intervention le plus fort pour préserver des espaces naturels remarquables et leur biodiversité associée.
Dans ce cadre, la commune fait partie d'un espace protégé : le parc naturel régional des Caps et Marais d'Opale, d’une superficie de 132 499 ha réparties sur 154 communes, géré par le syndicat mixte d'aménagement et de gestion du parc naturel régional des Caps et Marais d'Opale.

#### Zones naturelles d'intérêt écologique, faunistique et floristique
L’inventaire des zones naturelles d'intérêt écologique, faunistique et floristique (ZNIEFF) a pour objectif de réaliser une couverture des zones les plus intéressantes sur le plan écologique, essentiellement dans la perspective d’améliorer la connaissance du patrimoine naturel national et de fournir aux différents décideurs un outil d’aide à la prise en compte de l’environnement dans l’aménagement du territoire.
Le territoire communal comprend deux ZNIEFF de type 1 : 
- le bois de Haut, bois de l'Enclos et coteaux adjacents. Cette ZNIEFF est situé sur l’escarpement crayeux du Haut-Boulonnais[21] ;
- le bois de Fiennes, le bois de Beaulieu et la carrière de la Parisienne. Cette ZNIEFF est en  limite orientale du bassin de Marquise, exploité pour l’extraction du marbre[22].

et une ZNIEFF de type 2 : la boutonnière de pays de Licques. Cette ZNIEFF, de 17 830 ha, s'étend sur 43 communes.

Carte des ZNIEFF de type 1 et 2 sur la commune
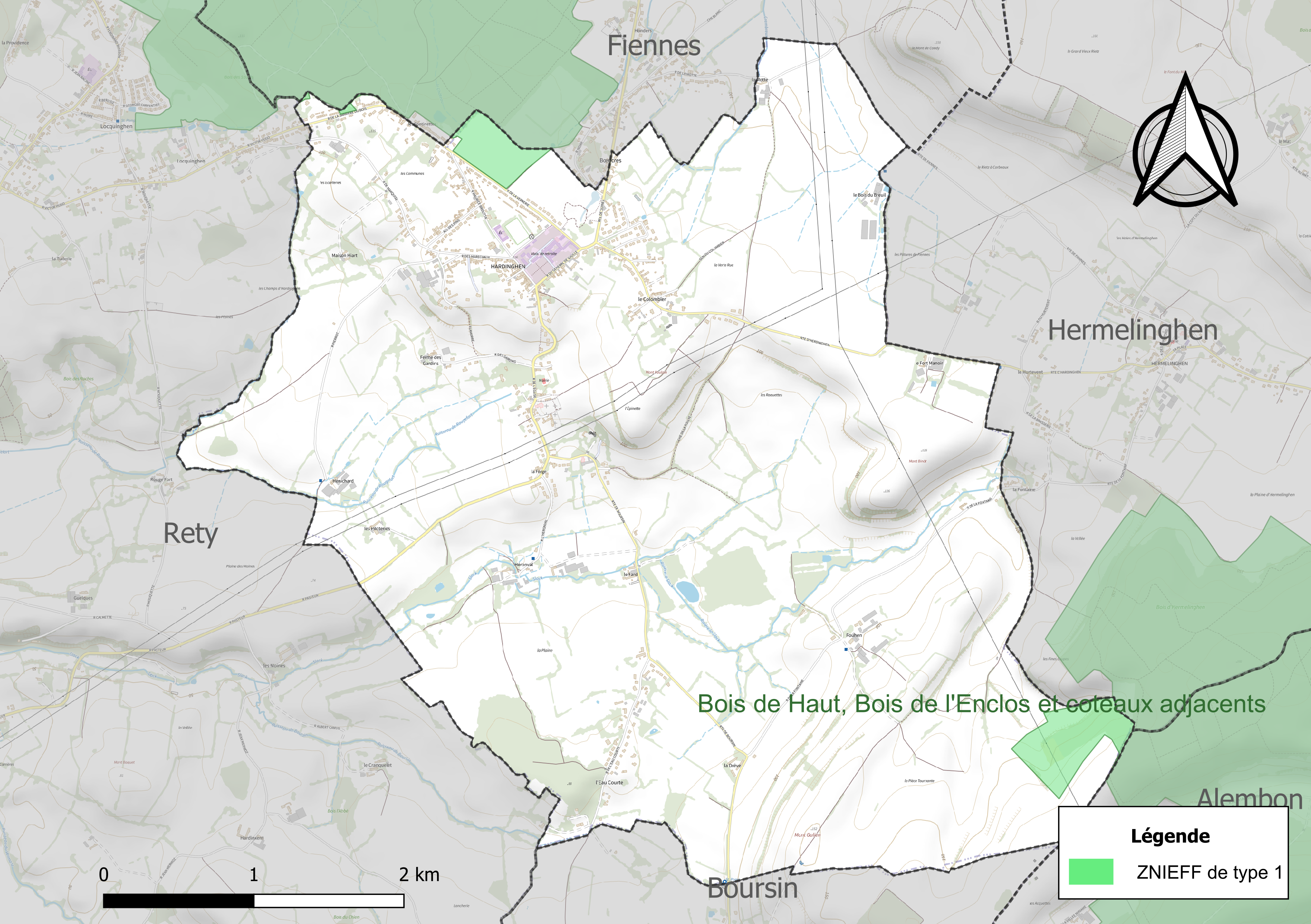
Carte des ZNIEFF de type 1.
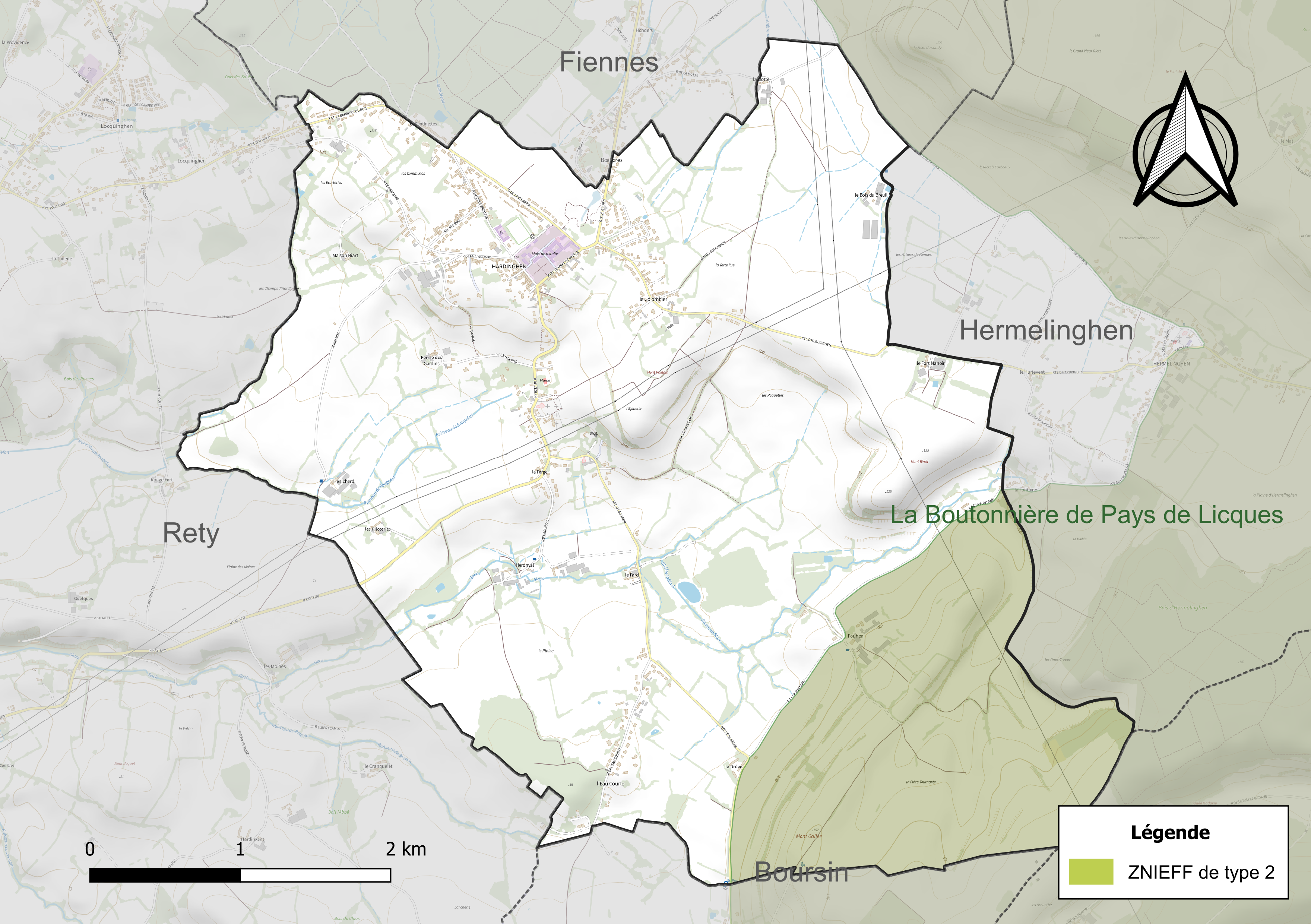
Carte de la ZNIEFF de type 2.

#### Site Natura 2000
Le réseau Natura 2000 est un réseau écologique européen de sites naturels d’intérêt écologique élaboré à partir des directives « habitats » et « oiseaux ». Ce réseau est constitué de zones spéciales de conservation (ZSC) et de zones de protection spéciale (ZPS). Dans les zones de ce réseau, les États membres s'engagent à maintenir dans un état de conservation favorable les types d'habitats et d'espèces concernés, par le biais de mesures réglementaires, administratives ou contractuelles.
Sur la commune, un site Natura 2000 de type B est défini en site d'importance communautaire (SIC) : les pelouses et bois neutrocalcicoles des cuestas du Boulonnais et du Pays de Licques et la forêt de Guines.

## Urbanisme

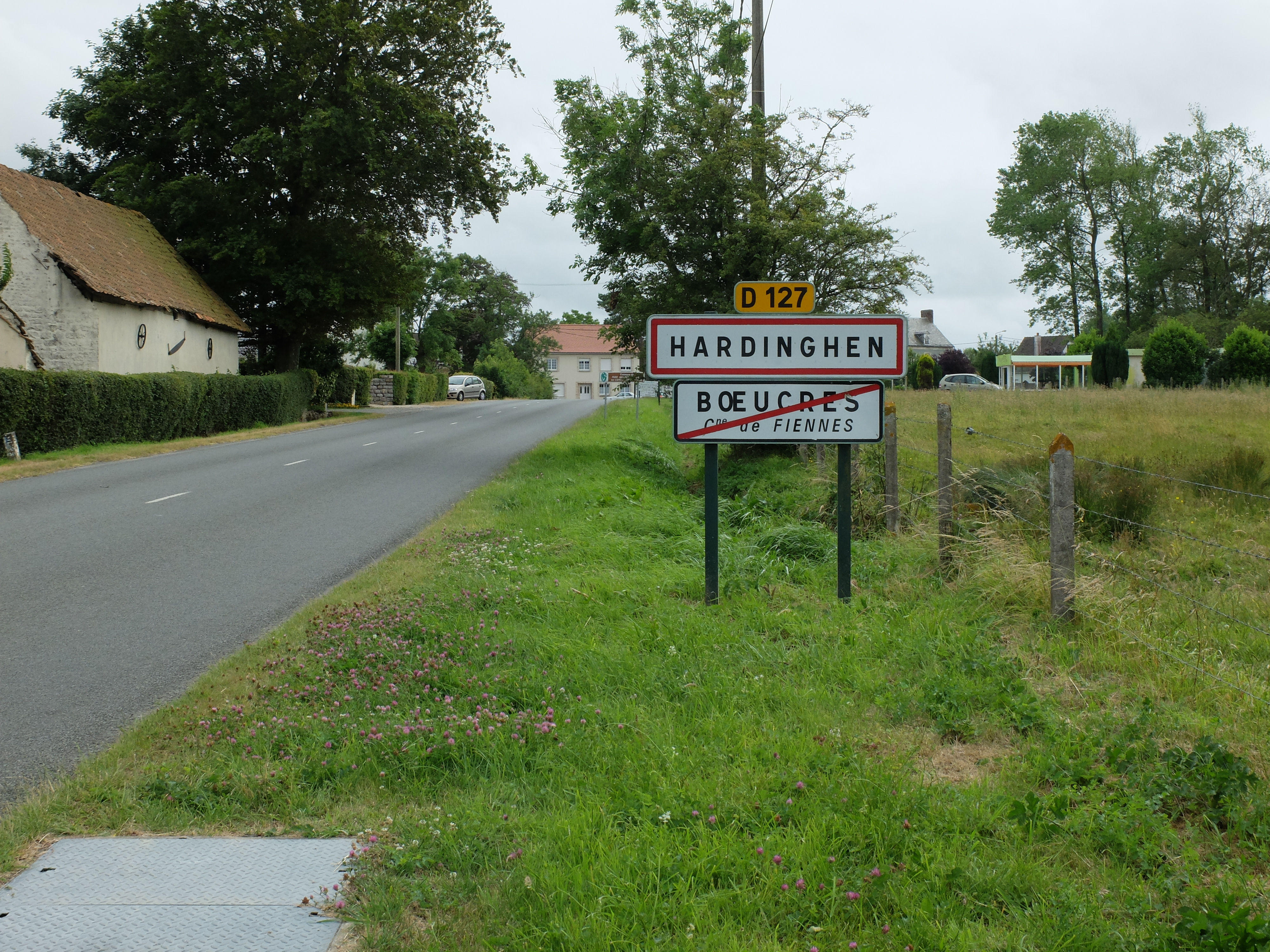
Une entrée de la commune.

### Typologie
Au 1er janvier 2024, Hardinghen est catégorisée bourg rural, selon la nouvelle grille communale de densité à sept niveaux définie par l'Insee en 2022.
Elle est située hors unité urbaine. Par ailleurs la commune fait partie de l'aire d'attraction de Boulogne-sur-Mer, dont elle est une commune de la couronne,. Cette aire, qui regroupe 80 communes, est catégorisée dans les aires de 50 000 à moins de 200 000 habitants,.

### Occupation des sols
L'occupation des sols de la commune, telle qu'elle ressort de la base de données européenne d’occupation biophysique des sols Corine Land Cover (CLC), est marquée par l'importance des territoires agricoles (91,2 % en 2018), une proportion sensiblement équivalente à celle de 1990 (91,9 %). La répartition détaillée en 2018 est la suivante : 
zones agricoles hétérogènes (40 %), terres arables (30,3 %), prairies (20,8 %), zones urbanisées (8,6 %), forêts (0,2 %). L'évolution de l’occupation des sols de la commune et de ses infrastructures peut être observée sur les différentes représentations cartographiques du territoire : la carte de Cassini (XVIIIe siècle), la carte d'état-major (1820-1866) et les cartes ou photos aériennes de l'IGN pour la période actuelle (1950 à aujourd'hui).

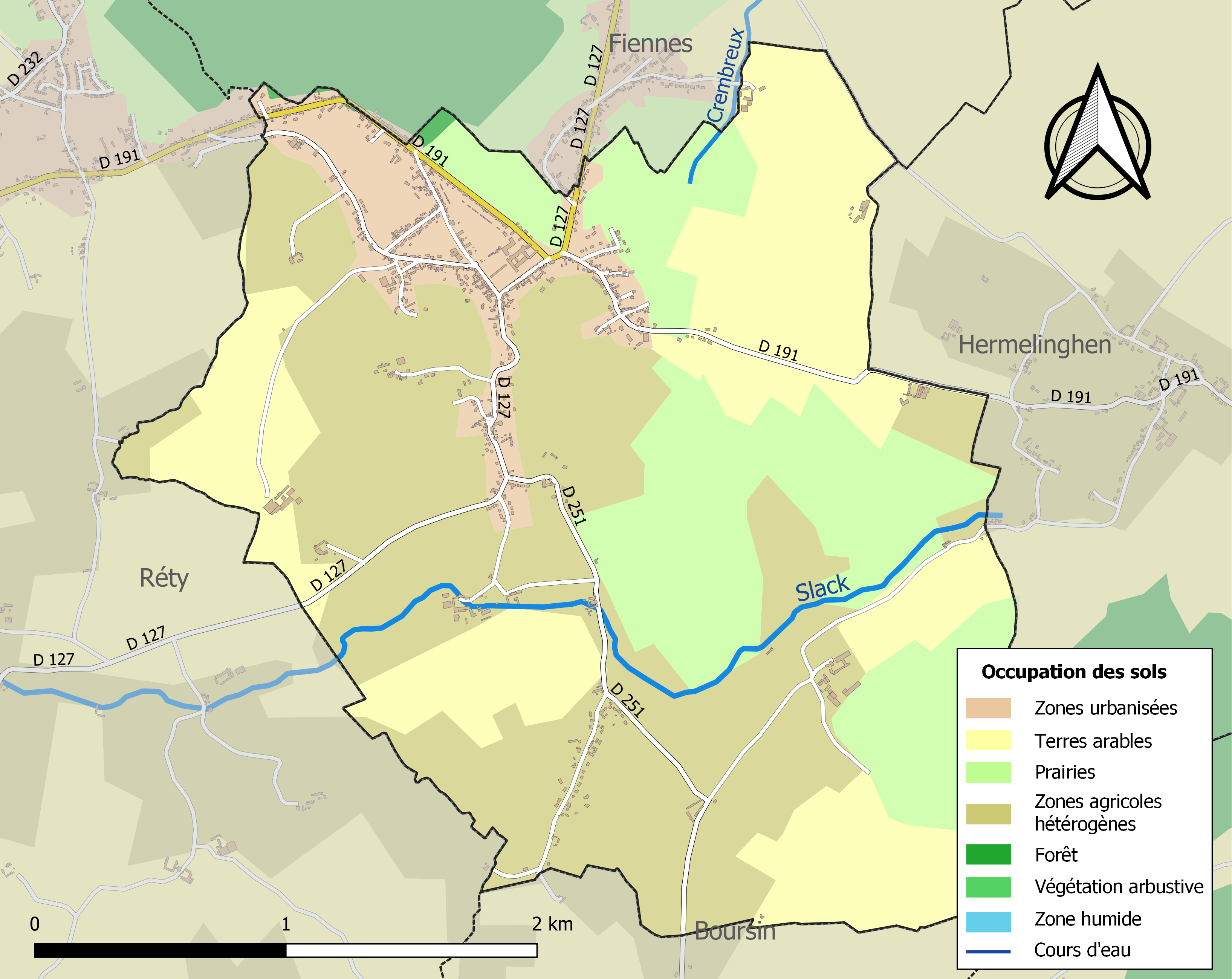
Carte des infrastructures et de l'occupation des sols de la commune en 2018 (CLC).

### Voies de communications et transports

#### Voies de communications
La commune est desservie par les routes départementales D 127, D 191 et D 251 et est située à 11 km à l’est de la sortie no 36 de l'autoroute A16, appelée L'Européenne, reliant la région parisienne et la frontière belge.

#### Transports
La commune se trouve à 16 km au sud de la gare de Calais - Fréthun desservie par des TGV inOui et des TER (dont TERGV).

## Toponymie

### Attestations anciennes et actuelles
Le nom de la localité est attesté sous les formes Hervadingahem, Hervedigehem de 1084 à 1116 ; Hervedingehem en 1138 ; Hervedinguehem en 1164 ; Ervedinghem vers 1179 ; Hervinghen en 1220 ; Hervinghem en 1286 ; Hervedinghehem fin XIIIe siècle) ; Hervedinghen en 1556 ; Hardingan en 1658 ; Hardinguen en 1707; Hardinghen en 1793 et depuis 1801.

### Étymologie
D'un nom de personne germanique Hervardus + ing (ou -ingen) + heim, signifiant « demeure du peuple de Hervardus ».
Hardingen en flamand.

## Histoire
Vers 1165, Pierre, abbé de l'abbaye Saint-Médard d'Andres, du consentement de son chapitre, cède à l'église Notre-Dame de Beaulieu ses biens d'Ardingoshem, moyennant un cens annuel de deux marcs d'argent.

### Bassin minier du Boulonnais
La commune se situe dans l'ancien bassin minier du Boulonnais où la houille est exploitée entre 1692 et 1950, soit durant plus de deux siècles.

## Politique et administration

### Découpage territorial
La commune se trouve, depuis 1926, dans l'arrondissement de Calais du département du Pas-de-Calais, auparavant, depuis 1801, elle se trouvait dans l'arrondissement de Boulogne-sur-Mer.

#### Commune et intercommunalités
La commune est membre de la communauté de communes Pays d'Opale.
Par arrêté préfectoral du 2 juin 1972, une partie du territoire de Fiennes est rattachée à la commune d'Hardinghen.

#### Circonscriptions administratives
La commune est rattachée au canton de Calais-2. Avant le redécoupage cantonal de 2014, elle était, depuis 1801, rattachée au canton de Guînes.

#### Circonscriptions électorales
Pour l'élection des députés, la commune fait partie de la sixième circonscription du Pas-de-Calais.

### Élections municipales et communautaires

#### Liste des maires
| Période                                  | Période                    | Identité          | Étiquette | Qualité                                                         |
| ---------------------------------------- | -------------------------- | ----------------- | --------- | --------------------------------------------------------------- |
| Les données manquantes sont à compléter. |                            |                   |           |                                                                 |
|                                          |                            | Maurice Broutta   |           |                                                                 |
|                                          |                            | Pierre Bonningues |           |                                                                 |
| Les données manquantes sont à compléter. |                            |                   |           |                                                                 |
| 1989                                     | 2014                       | Didier Devin      | DVD       |                                                                 |
| mars 2014                                | En cours (au 18 mars 2022) | Nathalie Telliez  | SE        | Cadre de la fonction publique, Réélue pour le mandat 2020-2026, |

## Équipements et services publics

### Enseignement
La commune est située dans l'académie de Lille et dépend, pour les vacances scolaires, de la zone B.
Elle administre une école primaire en regroupement pédagogique intercommunal (RPI 159).
Sur le territoire de la commune se trouve un établissement privé : l'école primaire Saint Joseph gérée par l'organisme de gestion de l'enseignement catholique (OGEC).

### Justice, sécurité, secours et défense
La commune dépend du tribunal de proximité de Calais, du conseil de prud'hommes de Calais, du tribunal judiciaire de Boulogne-sur-Mer, de la cour d'appel de Douai, du tribunal de commerce de Boulogne-sur-Mer, du tribunal administratif de Lille, de la cour administrative d'appel de Douai, du pôle nationalité du tribunal judiciaire de Boulogne-sur-Mer et du tribunal pour enfants de Boulogne-sur-Mer.

## Population et société

### Démographie
Les habitants de la commune sont appelés les Hardinghinois.

#### Évolution démographique
L'évolution du nombre d'habitants est connue à travers les recensements de la population effectués dans la commune depuis 1793. Pour les communes de moins de 10 000 habitants, une enquête de recensement portant sur toute la population est réalisée tous les cinq ans, les populations de référence des années intermédiaires étant quant à elles estimées par interpolation ou extrapolation. Pour la commune, le premier recensement exhaustif entrant dans le cadre du nouveau dispositif a été réalisé en 2008.

En 2022, la commune comptait 1 245 habitants, en évolution de +3,23 % par rapport à 2016 (Pas-de-Calais : −0,72 %, France hors Mayotte : +2,11 %).
| 1793  | 1800  | 1806  | 1821  | 1831  | 1836  | 1841  | 1846  | 1851  |
| ----- | ----- | ----- | ----- | ----- | ----- | ----- | ----- | ----- |
| 1 514 | 1 575 | 1 534 | 1 336 | 1 402 | 1 332 | 1 334 | 1 324 | 1 271 |

| 1856  | 1861  | 1866  | 1872  | 1876  | 1881  | 1886  | 1891  | 1896 |
| ----- | ----- | ----- | ----- | ----- | ----- | ----- | ----- | ---- |
| 1 208 | 1 231 | 1 125 | 1 070 | 1 250 | 1 362 | 1 214 | 1 100 | 986  |

| 1901 | 1906 | 1911 | 1921 | 1926 | 1931 | 1936 | 1946 | 1954 |
| ---- | ---- | ---- | ---- | ---- | ---- | ---- | ---- | ---- |
| 892  | 798  | 835  | 854  | 752  | 767  | 852  | 940  | 933  |

| 1962 | 1968  | 1975  | 1982  | 1990  | 1999  | 2006  | 2008  | 2013  |
| ---- | ----- | ----- | ----- | ----- | ----- | ----- | ----- | ----- |
| 923  | 1 089 | 1 084 | 1 056 | 1 013 | 1 008 | 1 056 | 1 070 | 1 182 |

| 2018  | 2022  | - | - | - | - | - | - | - |
| ----- | ----- | - | - | - | - | - | - | - |
| 1 215 | 1 245 | - | - | - | - | - | - | - |

#### Pyramide des âges
En 2018, le taux de personnes d'un âge inférieur à 30 ans s'élève à 32,1 %, soit en dessous de la moyenne départementale (36,7 %). À l'inverse, le taux de personnes d'âge supérieur à 60 ans est de 29,7 % la même année, alors qu'il est de 24,9 % au niveau départemental.
En 2018, la commune comptait 566 hommes pour 649 femmes, soit un taux de 53,42 % de femmes, légèrement supérieur au taux départemental (51,50 %).
Les pyramides des âges de la commune et du département s'établissent comme suit.
| Hommes | Classe d’âge | Femmes |
| ------ | ------------ | ------ |
| 1,6    | 90 ou +      | 3,1    |
| 6,5    | 75-89 ans    | 15,4   |
| 16,1   | 60-74 ans    | 15,9   |
| 22,1   | 45-59 ans    | 18,0   |
| 20,3   | 30-44 ans    | 16,6   |
| 13,1   | 15-29 ans    | 13,6   |
| 20,3   | 0-14 ans     | 17,4   |

| Hommes | Classe d’âge | Femmes |
| ------ | ------------ | ------ |
| 0,5    | 90 ou +      | 1,6    |
| 5,6    | 75-89 ans    | 8,9    |
| 16,7   | 60-74 ans    | 18,1   |
| 20,2   | 45-59 ans    | 19,2   |
| 18,9   | 30-44 ans    | 18,1   |
| 18,2   | 15-29 ans    | 16,2   |
| 19,9   | 0-14 ans     | 17,9   |

### Sports et loisirs
Le 25 octobre 2023 est inauguré un circuit pédestre de 5 km dans la commune. Ce circuit se fait avec une bande dessinée à la main, La Balade d'Hardinghen et permet de découvrir l’histoire du village comme les mines de charbon ou la fabrication de la dame-jeanne.

## Culture locale et patrimoine

### Lieux et monuments

#### Monument historique
- La colonne ou croix de cimetière. Elle fait l’objet d’une inscription au titre des monuments historiques depuis le 18 août 1988[54].

#### Autres monuments
- Le château de la Trésorerie, détruit en 2006[55].
- La verrerie d'Hardinghen fondée vers 1624.
- Le château de la Motte, construit à l'emplacement d'un ancien château fort détruit par les Anglais.
- L'église Sainte-Marguerite[56]. Elle héberge neuf éléments patrimoniaux, répertoriés dans la base Palissy, classés ou inscrits au titre d'objet des monuments historiques, dont trois sont classés[57].
- L’ancienne chapelle du couvent, actuellement maison d'enfants de Guizelin-l'Hermitage[56].
- Le monument aux morts[58].

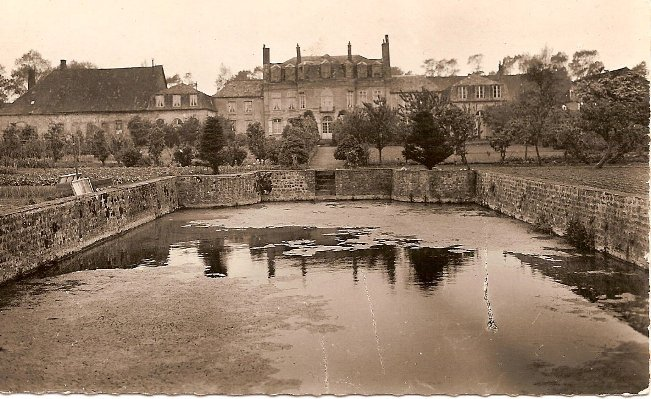
Le château de la Trésorerie.
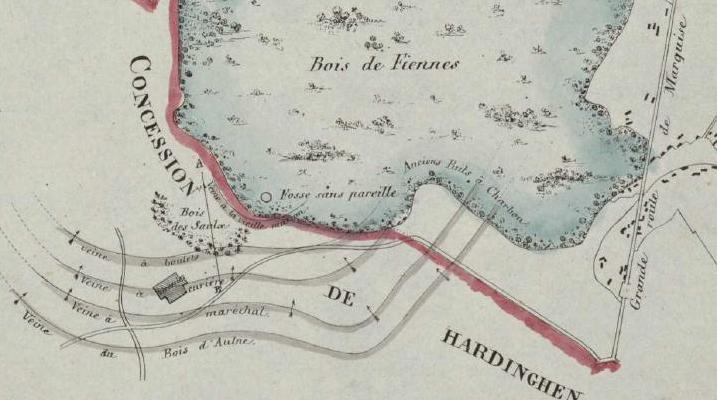
Plan figuratif des mines de houille et verrerie.
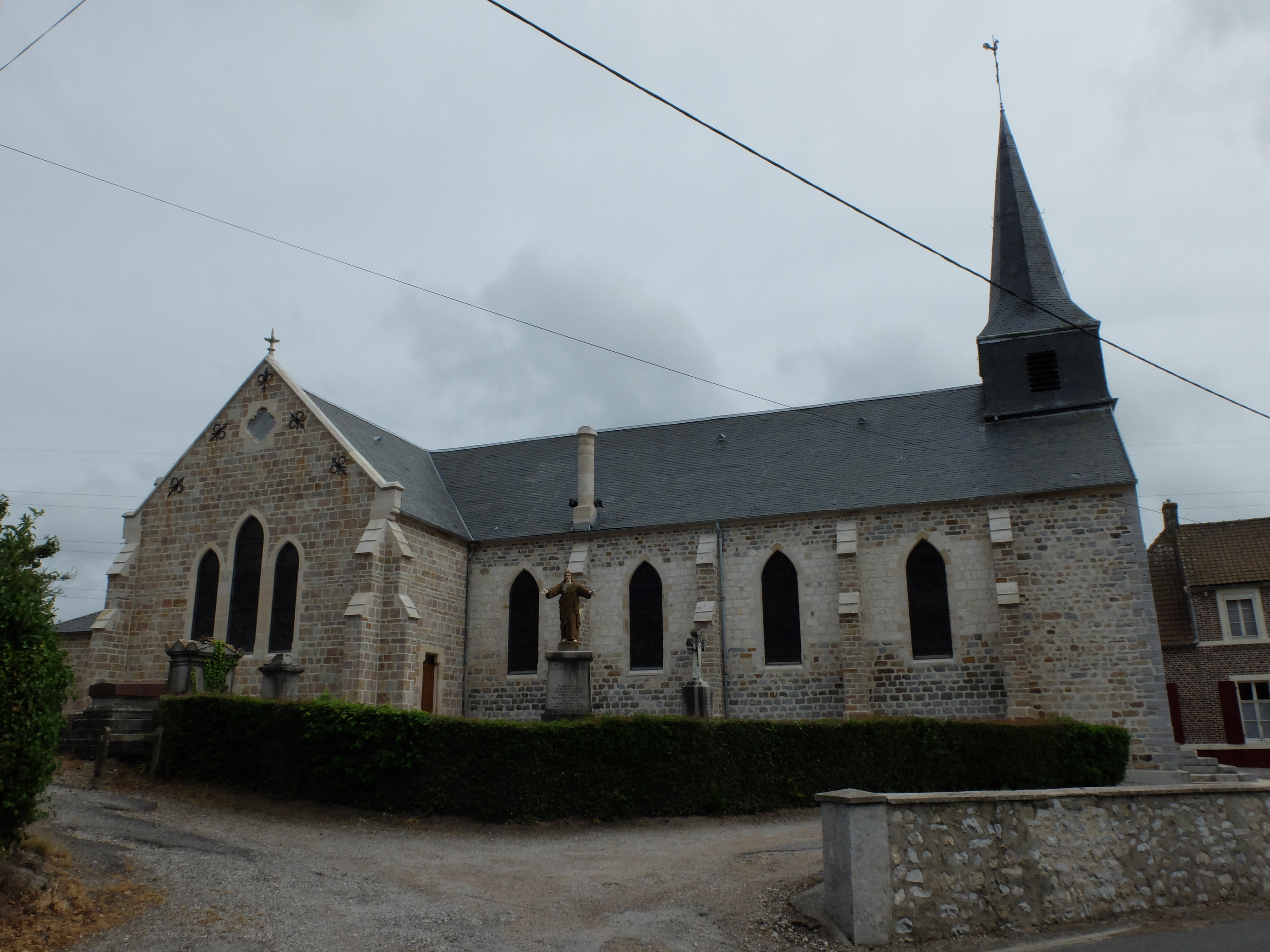
L'église Sainte-Marguerite.
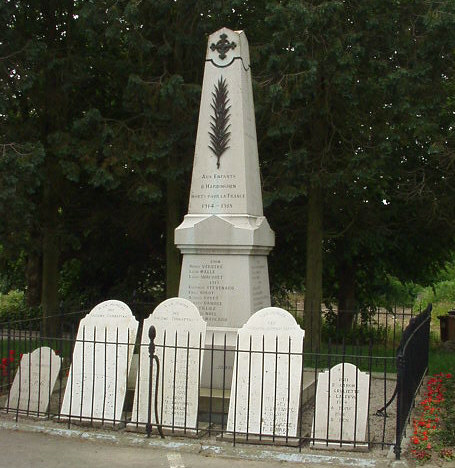
Le monument aux morts.

### Personnalités liées à la commune
- François-Joseph-Théodore Desandrouin (1740-1821), député de la noblesse aux états généraux, mort dans la commune.
- Ferdinand de Cunchy (nl) (1830-1904), personnalité politique belge, né dans la commune.
- Ludovic Breton (1844-1916), ingénieur exploitant une concession minière à Hardinghen.
- Louis Ball (1912-2005), sculpteur, mort dans la commune.

### Héraldique
| Blason de Hardinghen | Blason  | Écartelé : aux 1er et 4e d'or à trois belettes de gueules passant l'une au-dessus de l'autre, aux 2e et 3e d'argent au lion de sable.  |
| Blason de Hardinghen | Détails | Écartelé des armes de la famille Desandrouin (aux 1er et 4e) et celles des seigneurs de Fiennes (aux 2e et 3e) Adopté le 3 avril 1992. |

## Pour approfondir